# Max Schiendorfer
Max Schiendorfer (* 1952) ist ein Schweizer Germanist.

## Leben
Max Schiendorfer wuchs in Benken SG auf, besuchte die Klosterschule in Näfels und die Kantonsschule St. Gallen. Von 1972 bis 1978 studierte er Germanistik, Anglistik und Kunstgeschichte an der Universität Zürich. Anschliessend war er von 1979 bis 1985 Assistent von Alois Maria Haas in Zürich. Er promovierte 1982 bei Haas mit einer Arbeit über die Parodie in der höfischen Literatur (Ulrich von Singenberg, Walther von der Vogelweide und Wolfram von Eschenbach). Danach war er an zwei in Zürich gezeigten Ausstellungen über Johannes Hadlaub (1987) und über die Manessische Liederhandschrift (1991) beteiligt, im ersten Fall in leitender Funktion. Ab 1991 war er Mitarbeiter an einem von Max Lütolf und später von Laurenz Lütteken geleiteten Forschungsprojekt, das eine Gesamtausgabe und Kommentierung der mit Melodien überlieferten geistlichen Gesänge des deutschen Mittelalters zum Ziel hatte. Die Ausgabe umfasst acht Bände und wurde 2019 abgeschlossen.
Schiendorfer habilitierte sich 1997 mit einer unpublizierten Arbeit über die historische Lebenswirklichkeit der «schweizerischen» Minnesänger des 13. Jahrhunderts, die in die Manessische Liederhandschrift aufgenommen worden waren. Er unterrichtete anschliessend bis 2017 als Privatdozent (ab 2004 als Titularprofessor) an der Universität Zürich. In dieser Zeit nahm er längere Gastprofessuren an der Universität Genf (1999–2001) und an der Universität Innsbruck (2001–2004) wahr.

## Forschung
Schiendorfer ist ein Spezialist für den Minnesang, die geistlichen Lieder des Mittelalters und die eidgenössische Literatur während und nach der Reformation. Er hat sich besonders als Herausgeber hervorgetan. Neben umfangreichen Ausgaben zum Minnesang und zu den geistlichen Liedern des Mittelalters hat er u. a. auch Werke von Felix Fabri, Daniel Ecklin und Jakob Funkelin ediert und kommentiert. Er schrieb zahlreiche Lexikonartikel über deutschsprachige Autoren des Mittelalters und der Frühen Neuzeit im Verfasserlexikon (Deutsche Literatur des Mittelalters; Frühe Neuzeit in Deutschland 1520–1620), im Historischen Lexikon der Schweiz, in der Neuen Deutschen Biographie (NDB) und in Kindlers Literatur Lexikon (Ausgabe 2009).
Schiendorfer hat zusammen mit dem Musiker Urs Böschenstein Aufnahmen von Minneliedern eingespielt, auf denen er selbst als Sänger zu hören ist.

## Publikationen

### Monografie
- Ulrich von Singenberg, Walther und Wolfram. Zur Parodie in der höfischen Literatur. Bouvier, Bonn 1983, ISBN 978-3-416-01731-2.

### Edition (Auswahl)
- Johannes Hadlaub: Die Gedichte des Zürcher Minnesängers. Artemis, Zürich/München 1986, ISBN 978-3-7608-0703-4.
- «mine sinne di sint mine». Zürcher Liebesbriefe aus der Zeit des Minnesangs. Kranich-Verlag, Zollikon 1988.
- Johannes Hadlaub. Dokumente zur Wirkungsgeschichte. Kümmerle, Göppingen 1990, ISBN 978-3-87452-723-1.
- Die Schweizer Minnesänger. Nach der Ausgabe von Karl Bartsch neu bearbeitet und hrsg. von Max Schiendorfer. Niemeyer, Tübingen 1990, Neudruck: De Gruyter, Berlin 2016, ISBN 978-3-484-10625-3.
- Geistliche Gesänge des deutschen Mittelalters. Melodien und Texte handschriftlicher Überlieferung bis um 1530. In Verbindung mit Mechthild Sobiela-Caanitz, Cristina Hospenthal und Max Schiendorfer herausgegeben von Max Lütolf. 8 Bände. Bärenreiter, Kassel 2003–2019.
- Felix Fabri: Das strophische Pilgerbüchlein von 1480/82. Transkription und Kommentar. Kompetenzzentrum Zürcher Mediaevistik, Zürich 2009. Onlineausgabe, Neuausgabe 2013 (PDF; 1,5 MB).
- Daniel Ecklin: Reise zum Heiligen Grab (PDF; 2 MB). Nach der Druckausgabe Basel: Samuel Apiarius 1575 herausgegeben und erläutert von Max Schiendorfer, revidierte Ausgabe, Zürich 2014.
- Jakob Funcklin: Die Bühne als Kanzel. Das Spiel vom reichen Mann und armen Lazarus (1550), Das Spiel von der Auferweckung des Lazarus (1552). 2 Teilbände. Chronos, Zürich 2019, ISBN 978-3-0340-1505-9.